# Luiz Drude de Lacerda
Luiz Drude de Lacerda (, 28 de junho de 1956) é um pesquisador brasileiro, membro titular da Academia Brasileira de Ciências na área de Ciências Biológicas desde 4 de maio de 2010. É professor da Universidade Federal do Ceará reconhecido internacionalmente, com trabalhos da área de biogeoquímica e contaminação ambiental. Luiz integra o quadro da Future Earth Coast Academy, uma organização internacional de pesquisa sobre zonas costeiras.
Foi condecorado com a comenda da Ordem Nacional do Mérito Científico.